# Хари Шиърър
Хари Джулиъс Шиърър (на английски: Harry Julius Shearer) (роден на 23 декември 1943 г.) е американски актьор, комик, сценарист, музикант, автор, радио водещ, режисьор и продуцент. Най-известен е с озвучаването на Нед Фландърс, Чарлс Монтгомъри Бърнс, Уейлън Смитърс, Сиймор Скинър и редица други герои в анимационния сериал „Семейство Симпсън“.

## Избрана филмография
- Алфред Хичкок представя (1957)
- Алф (1986)
- Семейство Симпсън (1989)
- Мърфи Браун (1990)
- Оскар (1991)
- Кралят на рибарите (1991)
- Аниманиаци (1993)
- Малките гиганти (1994)
- Приятели (1995)
- Чикаго Хоуп (1996)
- Спешно отделение (1997)
- Годзила (1998)
- Шоуто на Труман (1998)
- Малките войници (1998)
- Само за снимка (1999)
- Ед телевизията (1999)
- Кръгът на Доусън (2000)
- Могъщ вятър (2003)
- Чикън Литъл (2005)
- Семейство Симпсън: Филмът (2007)